# Marcelo Giménez
Marcelo Fabián Giménez Uberti, noto semplicemente come Marcelo Giménez (Buenos Aires, 29 gennaio 1977), è un ex giocatore di calcio a 5 argentino, campione sudamericano con la nazionale argentina nel 2003.

## Carriera

### Club
Trascorse le prime stagioni in Argentina giocando con River Plate, Boca Juniors e Franja de Oro, nel 2002 si trasferisce in Italia dove si svolgerà, eccetto due breve parentesi in Spagna, il resto della sua carriera sportiva. Nel 2013, terminato il contratto con il Latina, si accorda con gli uruguaiani del Nacional con i quali tuttavia non scenderà mai in campo. Dopo il ritiro si è stabilito definitivamente a Vigo, città di origine della moglie conosciuta durante la permanenza al Celta Vigo.

### Nazionale
Con la Nazionale maschile di calcio a 5 dell'Argentina ha partecipato a tre Coppe del Mondo e due Coppe America. Il miglior traguardo raggiunto è la vittoria della Copa América 2003, primo trofeo continentale vinto dalla selezione albiceleste.

## Palmarès

### Club
- División de Honor: 1
Franja de Oro: 2001 (apertura)
- Supercoppa italiana: 1
Perugia: 2005
- Campionato di Serie B: 2
Canottieri Lazio: 2010-11 (girone E)
Latina: 2011-12 (girone E)
- Coppa Italia di Serie B: 1
Canottieri Lazio: 2010-11

### Nazionale
- Coppa America: 1

Argentina 2003